# Friedrich Görtitz
Friedrich Görtitz (* 29. Juni 1890 in Leipzig; † 23. Mai 1973 in Seeshaupt) war ein deutscher Maler und Grafiker.

## Leben und Werk
Friedrich Görtitz wurde 1880 als Sohn eines Musikalienhändlers und einer Malerin geboren. Er absolvierte zunächst eine Lehre als Dekorationsmaler. Von 1911 bis 1915 studierte er an der Kunstgewerbeschule Dresden. Von 1915 bis 1918 leistete er Kriegsdienst. Von 1919 bis 1926 studierte er an der Akademie für graphische Künste in Leipzig. Ein Stipendium ermöglichten Görtitz in dieser Zeit zwei Studienreisen nach Italien.
Anschließend wirkte Görtitz als freier Künstler in Leipzig. 1936 ging er nach Berlin, wo er als freier Künstler und als Mitarbeiter für einen Städtegrafikverlag tätig wurde. 1943 verlor er durch Kriegseinwirkung seine Wohnung, sein Atelier und zahlreiche Bilder. Er wirkte nun für zwei Jahre als Zeichenlehrer in Zerbst. 1945 siedelte er nach Seeshaupt um, wo er bis zu seinem Tode wohnte.
Görtitz schuf zahlreiche Radierungen deutscher Stadtansichten wie die des Frankfurter Römer oder des Hans-Sachs-Hauses in Nürnberg. 1924 nahm er als Gast mit der Radierung „Blick von Borsberg“ an der Ausstellung der Stuttgarter Sezession teil.
Bekannt wurde das veristische „Bildnis des Maler Görtitz“ von Otto Dix von 1913 aus deren beider gemeinsamer Studienzeit an der Kunstgewerbeschule Dresden, das als Vorgriff von Otto Dix auf die Mitte der 1920er Jahre in Deutschland aufkommende Kunstrichtung der Neuen Sachlichkeit gilt.